# エリクの年代記
『エリクの年代記』（エリクのねんだいき、スウェーデン語: Erikskrönikan）は、現存するスウェーデン最古の年代記。編者は不明。1320年から1335年までの間に成立した。
スウェーデンの政治史を物語る中世押韻詩としても最古の部類に入るだけでなく、スウェーデンにおける最古かつ重要な物語の一つである。この年代記の原作者や記述の正確性については様々な議論が持たれている。主人公はスウェーデン王ビルイェルの兄弟のセーデルマンランド公エリク。
『エリクの年代記』は4543行に及ぶ。その記述の対象はエリク11世治下の1229年から始まっているが、中心となるのはエリク11世が死去する1250年からマグヌス4世が3歳で即位する1319年までの期間である。15世紀以降に6編の原稿が知られ、さらに16世紀から17世紀にかけて14編が発見された。

## 例
| \| Dödhin han er ekke söther thz rönte herra jwan en höwelik riddare ok wäl dan han war ther skutin i häll thz edde hertoganom ekke wäl En riddare heyt gudzsär han fik ther ok slikt sama wärk han hörde konung birge till mannen dör tho han ey will Ther miste han sith liiff fult gaff han fore thera kiiff \| 死は優しいものではない イヴァン卿はそれを経験した 礼儀正しく素晴らしい騎士は 矢に貫かれて息絶えた イヴァン卿はそれを悲しく思われた その騎士の名はグドサークといった そして同じことが彼に降りかかった 彼はビルイェル王の家臣の一人だったのだ 彼らは望まぬ死を迎えた 彼は命を失い 戦いの代償を払ったのだ[1] \| | |
| Dödhin han er ekke söther thz rönte herra jwan en höwelik riddare ok wäl dan han war ther skutin i häll thz edde hertoganom ekke wäl En riddare heyt gudzsär han fik ther ok slikt sama wärk han hörde konung birge till mannen dör tho han ey will Ther miste han sith liiff fult gaff han fore thera kiiff | 死は優しいものではない イヴァン卿はそれを経験した 礼儀正しく素晴らしい騎士は 矢に貫かれて息絶えた イヴァン卿はそれを悲しく思われた その騎士の名はグドサークといった そして同じことが彼に降りかかった 彼はビルイェル王の家臣の一人だったのだ 彼らは望まぬ死を迎えた 彼は命を失い 戦いの代償を払ったのだ |